# Louis-Roger (peintre)
Pour les articles homonymes, voir Louis Roger.
Louis Roger né le 21 octobre 1928 à Dol-de-Bretagne et mort le 20 août 2018 à Guer est un peintre, dessinateur, graveur, sculpteur et cinéaste français.

## Biographie
Louis André Lucien Roger est le fils d'un peintre et décorateur de Dol-de-Bretagne, Siméon Roger. Son atelier jouxte la maison paternelle, où enfant, il découvre la peinture. Son père l'initie dans son jeune âge, le laissant peindre sur les murs de l'atelier[réf. nécessaire].
Ayant suivi le cursus d'architecture à l'École des beaux-arts de Rennes de 1945 à 1946 sous la direction de Marcel Guillet (1894-1985), professeur en architecture de 1940 à 1945, et du directeur Pierre Galle. Il s'oriente vers la peinture, puis est élève aux Beaux-Arts de Paris de 1947 à 1949 dans l'atelier de René Jaudon (1889-1966). À Paris, il se lie d'amitié avec plusieurs poètes[réf. nécessaire]. Sa relation à la poésie lui vient de sa rencontre alors qu'il était étudiant à Rennes avec Angèle Vannier qui lui fera rencontrer Paul Éluard, Charles Le Quintrec — qui lui écrira un poème sur son film Vive Eau — et Théophile Briant, qui lui confie l'illustration d'un recueil de poésies.
Le 29 juillet 1951, il est initié au druidisme, sous le nom druidique de Gurvan, au Val sans retour, dans la forêt de Paimpont, lors de la cérémonie de la Gorseld Digor, lors de sa première réunion depuis la Seconde Guerre mondiale, au cours de laquelle son amie la poétesse Angèle Vannier est sacrée barde de la petite Bretagne. C'est également Angèle Vannier qui lui fait rencontrer le graveur parisien Fernand Mourlot qui poussera Louis Roger à la gravure[réf. nécessaire].
En 1956, il s'installe dans un atelier à Paris au 189, rue Ordener qu'il conserva jusqu'en 1978.
En 1966, il rencontre Pierre Braunberger (1905-1990) qui devient le producteur de ses films de court-métrage au sein de sa société Les Films de la Pléiade. En 1967, il tourne Vive Eau, dont il confie la musique à Alan Stivell ; le film sort en première partie du film Benjamin ou les Mémoires d'un puceau, qui rencontre un succès mondial, ce qui permettra à Louis Roger de toucher des royalties conséquentes lui permettant de peindre avec plus de liberté.
Son exposition à Nantes à la galerie Bourlaouen en 1981 est très remarquée par l'écrivain et poète Jean-Pierre Foucher (1920-1990), qui lui consacre une chronique artistique dans sa revue Nantes-Poche.
En 1992, il prend la direction artistique des ateliers du Centre de la fresque au château de Blain. En 1994, l'architecte urbaniste Jean-François Revert, lauréat du grand prix de l'urbanisme en 1990, sollicite Louis Roger dans la perspective de la réédification de la fontaine Thoreau à Dol-de-Bretagne, réalisée en 1664, à la demande de Mathieu Thoreau (1612-1692), qui fit faire ces deux têtes de taureaux disparues lors de la destruction de la fontaine en 1793, avec au sommet la statue de saint Samson dont le doigt indique la direction des chemins de Saint-Jacques de Compostelle. Le projet est adopté et l'inauguration de la fontaine a lieu le 18 juin 1994 dans la Grande Rue des Stuarts. Les deux têtes de taureau qui décorent l'actuelle fontaine Thoreau sont des répliques moulées en 1995 à partir des originaux retrouvés dans les combles de la mairie[réf. nécessaire].
En 2015, Louis Roger est lauréat d'un concours en vue de l'édification d'une œuvre intitulée Entreprendre dans le parc d'activités du Val Coric à Guer.

## Œuvres répertoriées

### Peintures
- Blain : 
  - fresque pour la chapelle Saint-Roch, 1990 à 1993, représentations de la Danse macabre et d'autres scènes de la vie chrétienne, avec le concours de Louis Roger ;
  - chapelle Saint-Germain, fresque ;
  - chapelle Sainte-Anne, fresque ;
  - château de Blain, fresques[3] ;
  - stade Jean-Leflour, fresque[4].
- Guémené-Penfao, chapelle Sainte-Anne : Lieu-Saint ou Lessaint  au village de Tahun, à Guénouvry, statue de saint Méen. Fresques peintes en 1997 par les apprentis du Centre de la fresque de Blain sous la direction de Louis Roger[5].
- Nantes, église orthodoxe Saint-Basile-de-Césarée-et-Saint-Alexis-d'Ugine : fresque par Louis Roger et l'iconographe ukrainienne Ludmilla Garrigou Titchenkova.
- Vay, chapelle Saint-Germain : Vie de saint Germain, 1995-1996, cycle de fresques[6].

### Dessins
- Paris, cinéma du Panthéon, dessin pour la façade, 1972.

### Illustrations
- Vingt-cinq poèmes de la Tour du Vent, par Théophile Briant, Paris, Les Exemplaires, 1955, édition originale à 99 exemplaires numérotés, hors-commerce sur vélin du Marais. Illustré de six lithographies de Louis Roger, tirées chez Fernand Mourlot à Paris.
- Angèle Vannier (1917-1980). La traversée ardente de la nuit, Dominique Bodin et Françoise Coty, préface de Jean-Pierre Siméon. Tirage de tête numéroté de 26 à 75 avec une estampe de Louis-Roger signée et numérotée.

### Filmographie
- 1967 : Vive eau, sélection officielle au festival cinématographique international de chasse et pêche (1969).
- 1968 : Au péril de la mer.
- 1969 : Le Deuxième Ciel.
- 1969 : Au champ de vapeur.
- 1993 : Chantepierre.

### Sculptures
- Entreprendre, 2015, œuvre réalisée dans le cadre du 1% artistique représentant douze cylindres en inox montant de plus en plus hauts, reposant sur un socle en béton. Cette construction est une allégorie de l'évolution de l'entreprise qui grandit jusqu'au point de soutenir le monde, représentée par une sphère placée en son sommet[7].

## Expositions
- 1980 : Art et Décoration, exposition personnelle, Fougères.
- 1981 : galerie Bourlaouen, Nantes, peintures à l'huile et lavis.
- 1996 : Focales, château de Blain, une vingtaine d'œuvres en rapport avec le cinéma.
- 2014 : Belvédère, centre culturel de Guer, du 10 au 25 janvier 2014[8].
- 2018 : Contre-courant, Rennes.

## Récompenses
- 1969 : prix Jean-Vigo pour le Le Deuxième Ciel.
- 1970 : grand prix du Chevreuil d'or à Novi-Sad pour Vive eau.
- 1970 : Proue d'or à Milan pour Vive eau.